# Frasne (Doubs)
Frasne è un comune francese di 1 857 abitanti situato nel dipartimento del Doubs nella regione della Borgogna-Franca Contea.

## Società

### Evoluzione demografica
Abitanti censiti
- Sito internet del villaggio, su frasne.net.